# Біб'яна
Біб'яна (італ. Bibiana, п'єм. Bibian-a) — муніципалітет в Італії, у регіоні П'ємонт,  метрополійне місто Турин.
Біб'яна розташований на відстані близько 530 км на північний захід від Рима, 45 км на південний захід від Турина.
Населення — 3450 осіб (2014).
Щорічний фестиваль відбувається 2 грудня. Покровитель — Santa Bibiana martire.

## Демографія
Населення за роками:

Станом на 1 січня 2023 року в муніципалітеті офіційно проживало 350 іноземців з 26 країн, серед них 124 громадяни країн Євросоюзу.

## Сусідні муніципалітети
- Баньйоло-П'ємонте
- Брикеразіо
- Кампільйоне-Феніле
- Кавур
- Лузерна-Сан-Джованні
- Лузернетта